# Павлов, Сергей Фёдорович
Серге́й Фёдорович Па́влов (10 октября 1980, с. Черемшанка, Алтайский край — 12 апреля 2006, Назрань) — старший сержант милиции, участник Второй чеченской войны. Убит террористами 12 апреля 2006 года в возрасте 25 лет.

## Биография
Действительную военную службу проходил в подразделении специального назначения «Витязь» (Москва, 1998—2000).
C августа 2003 года служил в отделе внутренних дел Тюменцевского района, с июля 2004 г. — в отдельном батальоне патрульно-постовой службы милиции (Барнаул).
В октябре 2005 г. переведён в отряд милиции особого назначения (ОМОН) ГУВД Алтайского края. С февраля 2006 г. в составе ОМОН находился в служебной командировке в Мобильном отряде МВД России в Республике Ингушетия.
11 апреля 2006 года в ходе спецоперации по задержанию активных членов бандподполья, проводившейся силами Мобильного отряда в Назрани, С. Ф. Павлов вступил в бой с вооружёнными бандитами. Чтобы предотвратить захват заложников и потери среди мирных жителей, С. Ф. Павлов покинул укрытие с целью перехвата прорывавшегося за линию огня преступника, но был ранен. В ночь на 12 апреля 2006 года скончался от ран в Республиканской клинической больнице г. Назрани.
Указом Президента РФ № 1262 от 10 ноября 2006 года за мужество и героизм, проявленные при исполнении служебного долга, старший сержант милиции Павлов Сергей Федорович посмертно награждён орденом Мужества.

## Память
Приказом Министра внутренних дел России № 635 от 16 июля 2007 года навечно зачислен в списки личного состава ОМОН ГУВД Алтайского края.
Именем С. Ф. Павлова названа Черемшанская школа, в которой с 2007 г. ежегодно в октябре проходит волейбольный турнир в память о Сергее Павлове.